# Seznam slovenských hráčů v NHL v sezóně 2018/2019
Seznam slovenských hráčů v NHL v sezóně 2018/2019 uvádí slovenské hokejisty, kteří v této sezóně hráli za některý tým v kanadsko-americké NHL.
| Tým                 | Hráč            | Post      | Počet zápasů ZČ | Branky ZČ | Asistence ZČ | Body ZČ | Počet zápasů v play off | Branky v play off | Asistence v play off | Body v play off | Poznámka / hrál také za | Statistiky v NHL |
| ------------------- | --------------- | --------- | --------------- | --------- | ------------ | ------- | ----------------------- | ----------------- | -------------------- | --------------- | ----------------------- | ---------------- |
| Montreal Canadiens  | Tomáš Tatar     | (LW / RW) | 80              | 25        | 33           | 58      |                         |                   |                      |                 |                         |                  |
| Arizona Coyotes     | Richard Pánik   | (RW / LW) | 75              | 14        | 19           | 33      |                         |                   |                      |                 |                         |                  |
| Edmonton Oilers     | Andrej Sekera   | (D)       | 24              | 0         | 4            | 4       |                         |                   |                      |                 |                         |                  |
| Boston Bruins       | Zdeno Chára     | (D)       | 62              | 5         | 9            | 14      |                         |                   |                      |                 |                         |                  |
| Colorado Avalanche  | Marko Daňo      | (C / W)   | 8               | 0         | 0            | 0       |                         |                   |                      |                 |                         |                  |
| Tampa Bay Lightning | Erik Černák     | O         | 58              | 5         | 11           | 16      |                         |                   |                      |                 |                         |                  |
| Ottawa Senators     | Christián Jaroš | O         | 61              | 1         | 9            | 10      | Ne                      |                   |                      |                 |                         |                  |
| Boston Bruins       | Peter Cehlárik  | Ú         | 20              | 4         | 2            | 6       |                         |                   |                      |                 |                         |                  |
| Toronto Maple Leafs | Martin Marinčin | O         | 24              | 1         | 4            | 5       |                         |                   |                      |                 |                         |                  |